# Équipe cycliste Palmans Cras

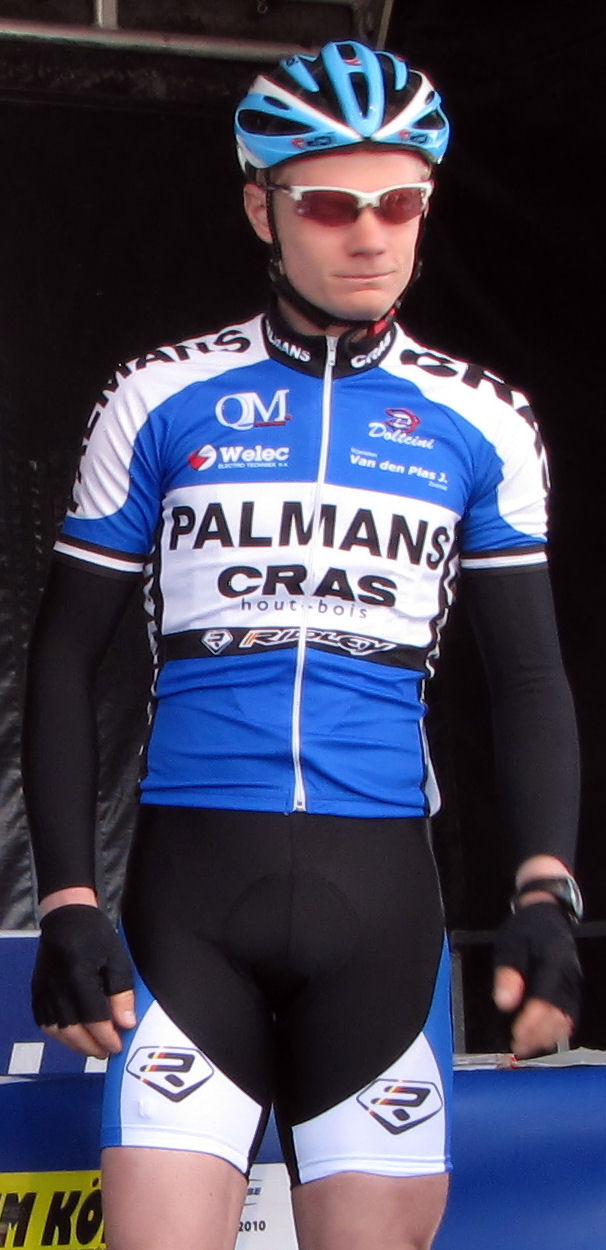
Egidijus Juodvalkis avec le maillot de l'équipe Palmans en 2010.

L'équipe cycliste Palmans-Cras est une équipe cycliste belge, active entre 1993 et 2003, puis entre 2006 et 2010. Durant son existence, elle participe aux circuits continentaux de cyclisme et en particulier l'UCI Europe Tour. L'équipe prend part également aux épreuves de cyclo-cross.

## Histoire de l'équipe
L'équipe est créée en 1993, sous le nom Primator-Palmans. Palmans, une entreprise de transport routier international, devient sponsor principal en 1994.
En 2001, l'équipe fusionne avec la formation belge Collstrop.
L'équipe disparaît une première fois en 2004. Une partie du personnel et Palmans, le sponsor principal, rejoignent la nouvelle équipe continentale professionnelle belge Mr Bookmaker.com-Palmans. En 2006, l'équipe Mr Bookmaker.com est divisée en deux. Une partie de l'équipe devient Unibet.com et l'autre partie revient dans la structure pour lancer l'équipe Palmans-Collstrop qui devient Palmans Cras en 2008. En 2010, l'équipe disparaît une deuxième fois.

## Principales victoires

### Courses UCI
- Circuit du Pays de Waes : Jan Bogaert (1994), Wim Omloop (1997), Geert Omloop (2003)
- Circuit du Houtland : Jans Koerts (1995), Niko Eeckhout (2000), Geert Omloop (2001, 2003)
- Le Samyn : Hans De Meester (1996)
- Grand Prix du 1er mai : Peter Spaenhoven (1997), Geert Omloop (2001), Roger Hammond (2002)
- Grand Prix d'Isbergues : Magnus Backstedt (1997), Peter Van Petegem (2001)
- Circuit Franco-Belge : Frank Høj (1998)
- Nokere Koerse : Hendrik Van Dijck (2000)
- Circuito Montañés : Dave Bruylandts (2000)
- Championnat des Flandres : Niko Eeckhout (2000)
- Kuurne-Bruxelles-Kuurne : Peter Van Petegem (2001)
- Tour Beneden-Maas : Geert Omloop (2001), Roger Hammond (2002)
- Grand Prix de Denain : Bert Roesems (2003)
- Flèche du port d'Anvers : Rob Goris (2010)
- Coupe Sels : Aidis Kruopis (2010)

### Championnats nationaux
- Championnats de Belgique sur route : 1
  - Course en ligne  : 2003 (Geert Omloop)
- Championnats de Finlande sur route : 1
  - Contre-la-montre : 2008 (Matti Helminen)
- Championnats de Grande-Bretagne sur route : 1
  - Course en ligne : 2003 (Roger Hammond)

## Classements sur les circuits continentaux
En 1999 le classement UCI par équipes est divisé entre GSI, GSII et GSIII. L'équipe est classée en GSI ou GSII selon les années. Les classements détaillés ci-dessous sont ceux de l'équipe en fin de saison. Les coureurs demeurent en revanche dans un classement unique.
| Saison | Classement par équipes | Meilleur coureur au classement individuel |
| ------ | ---------------------- | ----------------------------------------- |
| 1995   | 37e                    | Nico Verhoeven (306e)                     |
| 1996   | 41e                    | Jans Koerts (152e)                        |
| 1997   | 39e                    | Hans De Clerck (161e)                     |
| 1998   | 35e                    | Frank Høj (163e)                          |
| 1999   | 14e (GSII)             | Dave Bruylandts (160e)                    |
| 2000   | 6e (GSII)              | Dave Bruylandts (66e)                     |
| 2001   | 18e (GSII)             | Peter Van Petegem (57e)                   |
| 2002   | 3e (GSII)              | Bert Roesems (187e)                       |
| 2003   | 30e                    | Geert Omloop (95e)                        |

Entre 2006 et 2010, l'équipe participe aux circuits continentaux et principalement à des épreuves de l'UCI Europe Tour. Le tableau ci-dessous présente les classements de l'équipe sur les différents circuits, ainsi que son meilleur coureur au classement individuel.
UCI Africa Tour
| Saison | Classement par équipes | Meilleur coureur au classement individuel |
| ------ | ---------------------- | ----------------------------------------- |
| 2010   | 12e                    | Geoffrey Coupé (141e)                     |

UCI Europe Tour
| Saison | Classement par équipes | Meilleur coureur au classement individuel |
| ------ | ---------------------- | ----------------------------------------- |
| 2006   | 120e                   | Christoph Roodhooft (1235e)               |
| 2007   | 53e                    | Bobbie Traksel (79e)                      |
| 2008   | 97e                    | Matti Helminen (332e)                     |
| 2009   | 50e                    | Geert Omloop (112e)                       |
| 2010   | 31e                    | Aidis Kruopis (28e)                       |

## Palmans Cras en 2010

### Effectif
| Cycliste            | Date de naissance | Nationalité | Équipe 2009                       |
| ------------------- | ----------------- | ----------- | --------------------------------- |
| Steffen Borremans   | 11.06.1988        | Belgique    | United                            |
| Geoffrey Coupé      | 26.01.1981        | Belgique    | Revor-Jartazi                     |
| Joop de Gans        | 12.04.1984        | Pays-Bas    | Ex-pro (Babes Only-Flanders 2007) |
| Rob Goris           | 15.03.1982        | Belgique    | Nieuwe-Hoop Tielen                |
| Stijn Huys          | 06.05.1986        | Belgique    | Palmans Cras                      |
| Egidijus Juodvalkis | 08.04.1988        | Lituanie    | Piemonte                          |
| Jurgen François     | 26.03.1985        | Belgique    | Palmans Cras                      |
| Aidis Kruopis       | 26.10.1986        | Lituanie    | Piemonte                          |
| Stijn Mortelmans    | 18.02.1989        | Belgique    | Palmans Cras                      |
| Geert Omloop        | 12.02.1974        | Belgique    | Palmans Cras                      |
| Tom Van Becelaere   | 07.01.1982        | Belgique    | Palmans Cras                      |
| Timothy Vangheel    | 26.08.1986        | Pays-Bas    | Palmans Cras                      |
| Jean Zen            | 20.11.1981        | France      | Palmans Cras                      |
| Stagiaire           | Date de naissance | Nationalité | Équipe 2013                       |
| Jimmy Janssens      | Jimmy Janssens    | Belgique    | Belgique                          |
| Kevin Van Dyck      | Kevin Van Dyck    | Belgique    | Belgique                          |

### Victoires
| Date       | Course                          | Pays     | Classe | Vainqueur     |
| ---------- | ------------------------------- | -------- | ------ | ------------- |
| 08/08/2010 | À travers la Campine anversoise | Belgique | 1.2    | Aidis Kruopis |
| 15/08/2010 | Flèche du port d'Anvers         | Belgique | 1.2    | Rob Goris     |
| 29/08/2010 | Coupe Sels                      | Belgique | 1.1    | Aidis Kruopis |